# See You Then
See You Then ist ein Filmdrama von Mari Walker, das im März 2021 beim South by Southwest Film Festival seine Premiere feierte und am 1. April 2022 in die US-Kinos kam.

## Handlung
Ein Jahrzehnt nach der plötzlichen Trennung von Naomi lädt Kris sie zum Abendessen ein, um mit ihr über ihr kompliziertes Leben und ihre Beziehungen zu reden.

## Produktion
Regie führte Mari Walker, die gemeinsam mit Kristen Uno auch das Drehbuch schrieb.
Die Weltpremiere erfolgte am 16. März 2021 beim South by Southwest Film Festival. Ab Mitte April 2021 wurde er beim Outfest Fusion QTBIPOC Film Festival gezeigt. Mitte August 2021 wurde er beim Outfest in Los Angeles vorgestellt. Am 1. April 2022 kam der Film in ausgewählte US-Kinos. Am 19. April 2022 wird er auf DVD und als Video-on-Demand angeboten.

## Rezeption

### Kritiken
Der Film wurde von 97 Prozent aller bei Rotten Tomatoes erfassten Kritiker positiv bewertet mit durchschnittlich 7,3 der möglichen 10 Punkte.

### Auszeichnungen
Bentonville Film Festival 2021
- Nominierung im Narrative Features Competition[7]

Calgary International Film Festival 2021
- Nominierung im International Narrative Competition[8]

Sun Valley Film Festival 2021
- Auszeichnung als Bester Spielfilm (Mari Walker)[9]